# جيان مارش
جيان مارش (بالإنجليزية: Jean Marsh)‏ (1 يوليو 1934 - 13 أبريل 2025)، هي كاتبة سيناريو، وممثلة مسرحية، وممثلة أفلام بريطانية.

## الأعمال

### أفلام
| السنة | العنوان        | الدور                  |
| ----- | -------------- | ---------------------- |
| 1963  | كليوباترا      | أوكتيفيا               |
| 1972  | فرينزي         | مونيكا بارلينغ         |
| 1976  | هبط النسر      | جوانا غراي             |
| 1980  | التغيير        | جوانا راسل             |
| 1985  | العودة إلى أوز | مومبي / الممرضة ويلسون |
| 1988  | الصفصاف        | الملكة بافموردا        |

### مسلسلات
| السنة     | العنوان         | الدور                       |
| --------- | --------------- | --------------------------- |
| 1959      | توايلايت زون    | أليسيا                      |
| 1965–1989 | دكتور هو        | جوانا / مملكة سارة / مورجين |
| 1977      | ذا والتونز      | هيلاري فون كلايست           |
| 1978      | هاواي فايف أو   | الأخت هارموني               |
| 1981      | ترابر جون إم دي | كلير براوننغ                |
| 1983      | قارب الحب       | سيليا هوفمان                |
| 2003      | دكتورز          | ليز                         |
| 2022      | ويلو            | الملكة بافموردا             |

## جوائز
حصلت على جوائز منها:
- نيشان الامبراطورية البريطانية من رتبة ضابط.

## روابط خارجية
- جيان مارش على موقع IMDb (الإنجليزية)
- جيان مارش على موقع روتن توميتوز (الإنجليزية)
- جيان مارش على موقع ألو سيني (الفرنسية)
- جيان مارش على موقع ميوزك برينز (الإنجليزية)
- جيان مارش على موقع تيرنر كلاسيك موفيز (الإنجليزية)
- جيان مارش على موقع أول موفي (الإنجليزية)
- جيان مارش على موقع قاعدة بيانات برودواي على الإنترنت (الإنجليزية)
- جيان مارش على موقع قاعدة بيانات الأفلام السويدية (السويدية)
- جيان مارش على موقع إن إن دي بي (الإنجليزية)
- جيان مارش على موقع ديسكوغز (الإنجليزية)